# Vittaria alternans
Vittaria alternans är en kantbräkenväxtart som beskrevs av Edwin Bingham Copeland. Vittaria alternans ingår i släktet Vittaria och familjen Pteridaceae. Inga underarter finns listade.